# Dipterocarpus kerrii
Espèce
Classification phylogénétique
Statut de conservation UICN

 EN  : En danger
Dipterocarpus  kerrii  est un grand arbre sempervirent d'Asie du Sud-Est, appartenant à la famille des Diptérocarpacées.

## Répartition
Cette espèce était relativement commune dans les forêts de plaine à Dipterocarps aux Îles Andaman, Myanmar, Péninsule Malaise, Kalimantan, Sumatra, Thaïlande, Viêt Nam, Philippines.